# Tannenwirtshaus
Tannenwirtshaus ist ein Gemeindeteil des Marktes Marktleugast im Landkreis Kulmbach (Oberfranken, Bayern). Tannenwirtshaus liegt in der Gemarkung Traindorf.

## Geografie
Das Dorf liegt auf einem Höhenrücken, der zu den südlichen Ausläufern des Frankenwaldes zählt. Im Süden grenzt der Steinwald an. Die Kreisstraße KU 13 führt nach Maierhof (1,9 km südwestlich) bzw. nach Traindorf (0,6 km nordöstlich). Eine Gemeindeverbindungsstraße führt an Oberbaiersbach vorbei nach Hohenreuth (0,7 km östlich), eine weitere führt nach Weidmes (0,8 km nördlich). Durch den Ort verläuft der Fränkische Marienweg.

## Geschichte
Der Ort wurde in einem Ortsverzeichnis der Pfarrei Guttenberg von 1753 als „Tannen-Wirtshauß“ erstmals schriftlich erwähnt.
Gegen Ende des 18. Jahrhunderts bestand Tannenwirtshaus aus elf Tropfhäusern, eines davon hatte eine Zapfenschenkstatt. Das Hochgericht übte das Burggericht Guttenberg aus. Es hatte ggf. an das bambergische Centamt Marktschorgast auszuliefern. Grundherren waren das Burggericht Guttenberg (4 Anwesen) und das Rittergut Schlößlein (7 Anwesen).
Mit dem Gemeindeedikt wurde Tannenwirtshaus dem 1812 gebildeten Steuerdistrikt Guttenberg und der im selben Jahr gebildeten Ruralgemeinde Traindorf zugewiesen. Im Zuge der Gebietsreform in Bayern wurde Tannenwirtshaus am 1. Juli 1971 nach Marktleugast eingegliedert. Seit den 1980er Jahren zählt die Siedlung Neuguttenberg zum Gemeindeteil Tannenwirtshaus.

### Einwohnerentwicklung
| Jahr      | 001818 | 001819 | 001861 | 001871 | 001885 | 001900 | 001925 | 001950 | 001961 | 001970 | 001987 |
| Einwohner |        | 96     | 133    | 122    | 85     | 97     | 192    | 119    | 121    | 111    | 157    |
| Häuser    | 11     |        |        |        | 12     | 11     | 24     | 20     | 23     |        | 45     |
| Quelle    | [ 7 ]  | [ 11 ] | [ 12 ] | [ 13 ] | [ 14 ] | [ 15 ] | [ 16 ] | [ 17 ] | [ 18 ] | [ 19 ] | [ 9 ]  |

In den 2010er Jahren gab es ca. 300 Einwohner, die in ca. 100 Haushalten lebten.

## Religion
Tannenwirtshaus ist seit der Reformation gemischt konfessionell. Die Protestanten gehören zur Pfarrei St. Georg (Guttenberg), die Katholiken waren ursprünglich nach Mariä Heimsuchung in Marienweiher gepfarrt, kamen dann in der zweiten Hälfte des 20. Jahrhunderts zur Pfarrei St. Jakobus der Jüngere (Guttenberg).

## Sonstiges
Besonders bekannt wurde der Ort in den Sechzigerjahren durch den SC Tannenwirtshaus, dessen Fußballmannschaft die legendäre „Buß-Elf“ bildete, und über die sogar im weit entfernten Hamburger Abendblatt berichtet wurde. Alleine 9 Spieler dieser Mannschaft trugen den Nachnamen Buß und waren alle miteinander verwandt.